# 門奈紀生
門奈 紀生（もんな としお、1940年4月21日 - ）は日本のバンドネオン奏者。タンゴ楽団『アストロリコ』代表。東京都出身。神奈川県立希望ヶ丘高等学校卒業。

## 人物
中学生のときに聴いたタンゴのレコードに魅せられて、21歳のときにバンドネオンを始める。新宿のキャバレーのタンゴバンドでデビューを果たし、ダンスホールなどのいろいろ楽団を転々して、『坂本政一とオルケスタ・ティピカ・ポルテーニャ』に入団し、海外公演もこなす。『ロス・タンゲーロス』を始めとして、様々な楽団での演奏もある。
1973年、プロのバンドネオン奏者としての活動を休止する。プロ活動休止の間も、教会で賛美歌をバンドネオンで演奏することもしていた。1981年には、『早川真平とオルケスタ・ティピカ東京』の事実上最後の公演に、バンドネオン奏者として参加している。
1986年、東京のタンゴ楽団『タンゴクリスタル』からの参加依頼を受け、プロ活動を再開する。1991年12月に、京都で『アストロリコ』を結成する。アストロリコの代表として、日本各地の国内公演はもとより、アルゼンチン・ウルグアイ・中国などの海外公演を行う。また、TBSの『筑紫哲也ニュース23』やNHKの『スタジオパークからこんにちは』に出演するなど、テレビやラジオにもたびたび顔を出す。「日本におけるバンドネオン演奏家の第一人者」との声が根強くある。「黄金の左腕を持つバンドネオン奏者」といわれている。2005年公開の日本映画『二人日和』の音楽を担当する。また、バンドネオン奏者の後継者育成にも取り組んでいる。

## CD
アストロリコ結成前
- 『M+PIAZZOLLA』ewcc-0005
- 平野洋輔とロス・タンゲーロス『TANGO我が青春』SOL-002
- 小松真知子とタンゴクリスタル『アルゼンチン・タンゴ集』

アストロリコ
- 大浦みずき&アストロリコ『3001年へのプレリュード』
- 大浦みずき&アストロリコ『Che Tango』CRCP-20180
- オルケスタ・アストロリコ『オスバルド・プグリエーセに捧ぐ』 SOL-004
- オルケスタ・アストロリコ『ZUM（スム）』SOL-003
- オルケスタ・アストロリコ『タンゴメッセージ第1集』LMCD-0360
- クァルテート・アストロリコ『タンゴメッセージ第2集』LMCD-0361
- オルケスタ・アストロリコ『日本からブエノスアイレスへ…』SOL-001
- オルケスタ・アストロリコ『ZUM（スム）』SOL-003